# فرع عائد

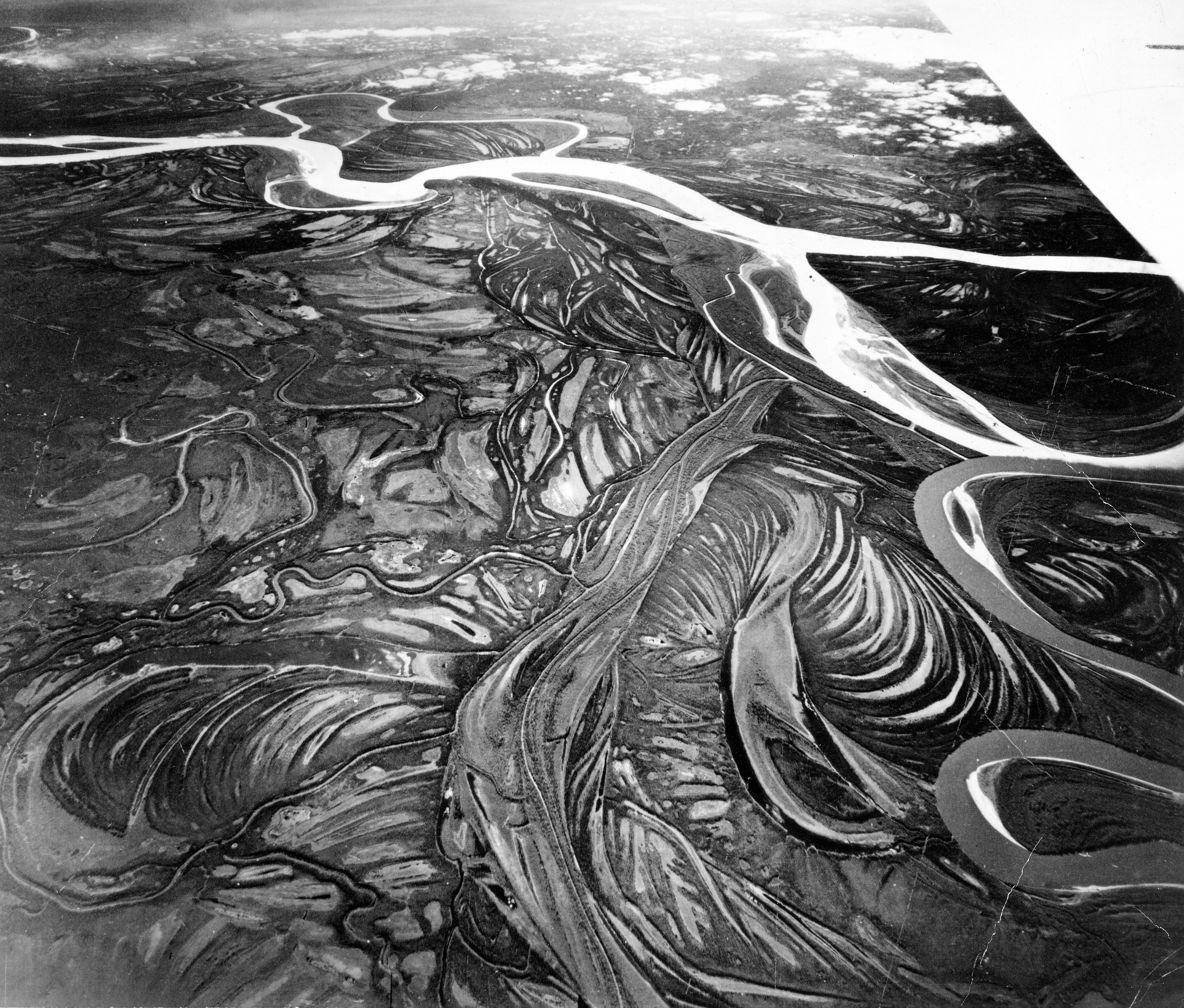
فرع عائد عند تقاطع نهر يوكون ونهر كويوكوك في ألسكة في 24 أغسطس/آب 1941.

الفرع العائد هو جزء من نهر أو تيار مائي ينحرف من القناة الرئيسة أو ساق التيار المائي ويعود إلى الأصل في اتجاه مجرى النهر. يمكن أن تنشئ الفروع المحلية العائدة جزرًا نهرية.